# Roc de Jornac
El Roc de Jornac és una muntanya de 1.049 metres d'altitud del límit entre les comunes de Conat i d'Orbanyà, totes dues de la comarca del Conflent, a la Catalunya del Nord.
És a la zona oest del terme de Conat i a l'est del d'Orbanyà, al nord-oest del poble de Conat i al sud-oest del lloc on hi havia la població desapareguda d'Arletes. A més de ser una muntanya interessant pels seus monuments megalítics, com el Dolmen del Roc de Jornac, en el vessant d'Orbanyà, aquesta muntanya és destí freqüent de les rutes excursionistes de la zona.